# Irina Poltorackaja
Irina Igorevna Poltorackaja (in russo Ирина Игоревна Полторацкая?; 12 marzo 1979) è una pallamanista e allenatrice di pallamano russa, di ruolo centrale, allenatrice del Vardar Skopje.
Con la maglia della nazionale russa ha vinto l'argento olimpico ai Giochi di Pechino 2008.

## Palmarès

### Club
- EHF Champions League: 2

Slagelse: 2004-2005
Zvezda Zvenigorod: 2007-2008
- Coppa delle Coppe: 1

Lada Togliatti: 2001-2002
- EHF Cup: 1

Zvezda Zvenigorod: 2006-2007
- Campionato russo: 5

Istočnik Rostov: 1998
Lada Togliatti: 2002, 2003, 2004
Zvezda Zvenigorod: 2007
- Campionato danese: 1

Slagelse: 2005

### Nazionale
- Argento olimpico: 1

Pechino 2008
- Campionato mondiale

 Oro: Italia 2001, Russia 2005, Francia 2007
- Campionato europeo

 Argento: Svezia 2006
 Bronzo: Macedonia 2008

### Individuale
- Giocatrice dell'anno in Ungheria: 1

1997